# Ỻ
La ligadura de doble l (mayúscula: Ỻ minúscula: ỻ), es una ligadura utilizada en el galés medio en la Edad Media, representando una fricativa lateral alveolar sorda /ɬ/, hoy escrita con el dígrafo doble L  ‹ll›.

## Uso
Encontramos la ligadura doble l en el primer alfabeto galés, mencionado en el Libro Rojo de Hergest (hacia 1382-1410): a, b, c, d, e, f, g, h, i, k, l, m, n, o, p, q, r, s, t, v, x, y, w, ỻ .

Se utiliza para diferenciar / ɬ / ('ll' en galés moderno) de la doble l en ciertos manuscritos galeses de la Edad Media, o en obras más recientes como la Gramática galesa A Welsh grammar of 1913 de John Morris. Jones.

## Codificación
La ligadura doble l se puede representar con los siguientes caracteres Unicode (latín extendido adicional):
| forma     | representación | Puntos de código | descripción                                |
| --------- | -------------- | ---------------- | ------------------------------------------ |
| Mayúscula | Ỻ              | U+1EFA           | letra mayúscula latina ligadura de doble l |
| minúscula | ỻ              | U+1EFB           | letra minúscula latina ligadura de doble l |